# وعلان شوكي
وعلان شوكي (الاسم العلمي:Commelina echinulata) هو نوع من النباتات يتبع جنس الوعلان من الفصيلة الوعلانية.